# 大門与作
大門 与作（だいもん よさく、1975年5月17日 - ）は、日本のピン芸人である。
宮城県白石市出身。宮城県白石高等学校卒業。太田プロダクション所属。

## 人物・芸風
- ピン芸人の時は、「オーゲー」と叫ぶギャグを主に使う。
- 丸刈り頭で、なおかつ髪が薄いことが特徴であり、これをネタにも取り入れることがある。
- 『モバタレGREAT』では『COUNT DOWN TV』（TBSテレビ）のパロディで、ギャグをカウントダウン形式で演じる「KYTV」（KYOU NO YOSAKU（今日の与作）TV）のネタを披露した。
- 趣味はプロレス。
- 2010年からの一時期、同じ事務所に所属していた鳥居孝行とのコンビ『大門鳥居』での活動もしていたが、鳥居がサンミュージックプロダクションに移籍したことにより、コンビは解消。

## 出演番組
- モバタレGREAT（日本テレビ）- 「タレタマお笑い枠」で出演。
- BSブランチ （BS-TBS、2011年8月6日）
- 有吉ベース（フジテレビONE）
- 水曜日のダウンタウン(スベリ1GPの企画)